# グイード・フォン・シュターレンベルク

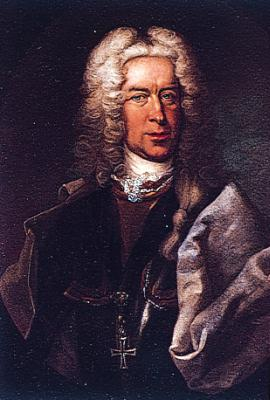
グイード・フォン・シュターレンベルク

グイード・ヴァルト・リュディガー・フォン・シュターレンベルク（ドイツ語: Guido Wald Rüdiger von Starhemberg、1657年11月11日 - 1737年3月7日）は、オーストリアの貴族・軍人。同じく軍人のエルンスト・リュディガー・フォン・シュターレンベルクは従兄に当たる。
1683年の第二次ウィーン包囲ではエルンストの副官としてウィーンに留まってオスマン帝国を迎え撃ち、続く大トルコ戦争で遠征軍に加わり1686年のブダの戦い、翌1687年のモハーチの戦い、1688年のベオグラード包囲戦と1691年のスランカメンの戦いに従軍、1697年にはプリンツ・オイゲンの部下としてゼンタの戦いにも参戦している。
1701年にスペイン継承戦争が始まると引き続きオイゲンの指揮下でイタリアのフランス軍と交戦、1703年にオイゲンがドイツ戦線に移るとオーストリア軍の指揮を委ねられた。イタリア戦線ではフランスから寝返ったサヴォイア公ヴィットーリオ・アメデーオ2世と合流してフランスの将軍ヴァンドーム公と戦ったがトリノに追いやられ、1705年にドイツから戻ったオイゲンと交代、1706年からハンガリーで起こったラーコーツィ・フェレンツ2世の反乱鎮圧へ出動、1708年にスペイン戦線へ転任させられた。
スペインではカタルーニャに駐屯、イギリスの将軍ジェームズ・スタンホープとスペイン王位候補者のカール大公（後のカール6世）と共にフェリペ5世と交戦、1710年にアルメナラの戦い・サラゴサの戦いでスペイン軍に連勝、勢いに乗ってマドリードを占領した。だが、フランスから出兵してきたヴァンドームが迫るとマドリードから引き上げたが、イギリス軍がヴァンドームの奇襲に遭いスタンホープが捕虜となり（ブリウエガの戦い）、イギリス軍の救援に向かった所でフランス軍と衝突した（ビリャビシオーサの戦い）。この戦いは互いに多数の死傷者を出した末に撤退したが、フェリペ5世側の戦略的優位が決定的となりバルセロナ周辺の防衛しか出来なくなった。
1713年にユトレヒト条約と合わせて結ばれた中立協定でスペインから帰国、1716年から1718年までオイゲンが墺土戦争でオスマン帝国と戦い、オーストリアに不在の時は彼の代わりに軍事委員会総裁を務め、1737年に亡くなるまでスラヴォニアの総督を務めた。